# Zselencz László
Zselencz László, becenevén Zsöci, (Miskolc, 1953. július 4. –) magyar basszusgitáros. Az Edda Művek és a Beatrice együttes révén vált országosan ismertté.

## Pályafutása
Apja eredetileg vasutas volt, majd művezető, anyja varrónő, majd 1959-ben egy vegyesboltot nyitottak. A hatvanas évek közepén szülei elváltak, innentől az anyjával élt. Eredetileg szólógitárosnak készült, csak később szerette meg a basszust. Középiskolába először a Herman Ottó Gimnáziumba vették fel, majd nem sokkal később átment a Gábor Áron Kohó- és Öntőipari Technikumba.
Első komolyabb együttese a Szinkron volt, amelyet 1968-ban alapítottak, és a miskolci Bartók Béla Művelődési Ház állandó zenekara lett. Ezután következett az Odera, majd a Favorit. 1978-ban az éppen akkor formálódó Edda Művekbe hívták játszani, amit ő el is fogadott, s oszlopos tagja lett az együttesnek. Ő intézte a rajongókkal való levelezéseket. Bár nagyszerűen játszott, azonban 1982-ben ínhüvely-problémák miatt fel kellett hagynia a zenéléssel. Ez az állapot nagyjából fél évig tartott, utána az együttes feloszlásáig ismét ő lett a basszusgitáros. 1984-től a P.Boxban majd a Bill & Box Companyben játszott. 1988-ban egy koncert erejéig az Ossianban is megfordult.
1989-ben Nagy Feró hívta a Beatricébe, ahol számos lemezt rögzített. 1993-ban innen is kilépett, utána a Benkő László-féle B-Project és a Boxer együttesekben játszott. Emellett rendszeres fellépője az Edda-nosztalgiabuliknak. 2009-ben az újjáalakult Dinamit együttes basszusgitárosa lett. 2016-tól állandó vendég a volt Edda Művek-tagok alapította Zártosztály koncertjein.
A róla szóló Zsöci című könyv 2022-ben jelent meg.
2024.07.27.-én egykori lakhelyén  (Béla u. 5.) Poptörténeti emlékhely táblát avattak, melyen részt vett, ott két dallal idézték fel az egykori próbaterem emlékét. Este az Ady művelődési házban a Zártosztály koncertjén játszottak számokat az első két lemezről. A koncerten Barta Alfonz, Csapó György és Fortuna László is fellépett.

## Hangszerei
Basszusgitárok
- Ernie Ball MusicMan Stringray Classic Natural 1979
- Rickenbacker 4001 Burgundy Red – a bakancsos Edda időszakban használt klasszikus hangszere, a Rockmúzeumban van kiállítva, de 2018 és 2019 nyarán pár koncert erejéig újra játszott rajta. Korábban volt egy kék színű példánya is ebből a modellből, de azt egy szovjetunióbeli turné után eladta[2]
- Fender Precision Bass

Akusztikus hangszerek
- Ibanez MANN akusztikus gitár

## Diszkográfia
Edda Művek
- Edda Művek 1. (1980)
- Edda Művek 2. (1981)
- Edda Művek 3. (1983)
- Viszlát Edda! (1984)
- Edda 15. születésnap (1996) – három dal erejéig vendégszerepel

P. Box
- Ómen (1985)

Beatrice
- Gyermekkorunk lexebb dalai (1990)
- Utálom az egész XX. századot (1991)
- Vidám magyarok (1992)
- 20 éves jubileumi koncert (1998)

Dinamit
- Játszd, ahogy akarod (2010)

Zártosztály
- Őrült érzés I.-II. (2018)

Egyéb
- A zöld, a bíbor és a fekete (1995) – válogatás Bencsik Sándor emlékére, Zselencz László hallható egy P. Box- és két Bill és a Box Company-felvételen, valamint A dongó feldolgozásában